# Działoszyn (Dolnoslezské vojvodství)
Działoszyn (německy Königshain) je vesnice na jihu Polska při hranici s Českou republikou a Německem, ležící asi 8 kilometrů severně od města Bogatynia. Zastavěná část je orientovaná od severu k jihu, částí prochází silnice číslo 352. Ve vsi se nachází kostel svatého Bartoloměje se hřbitovem.

## Galerie

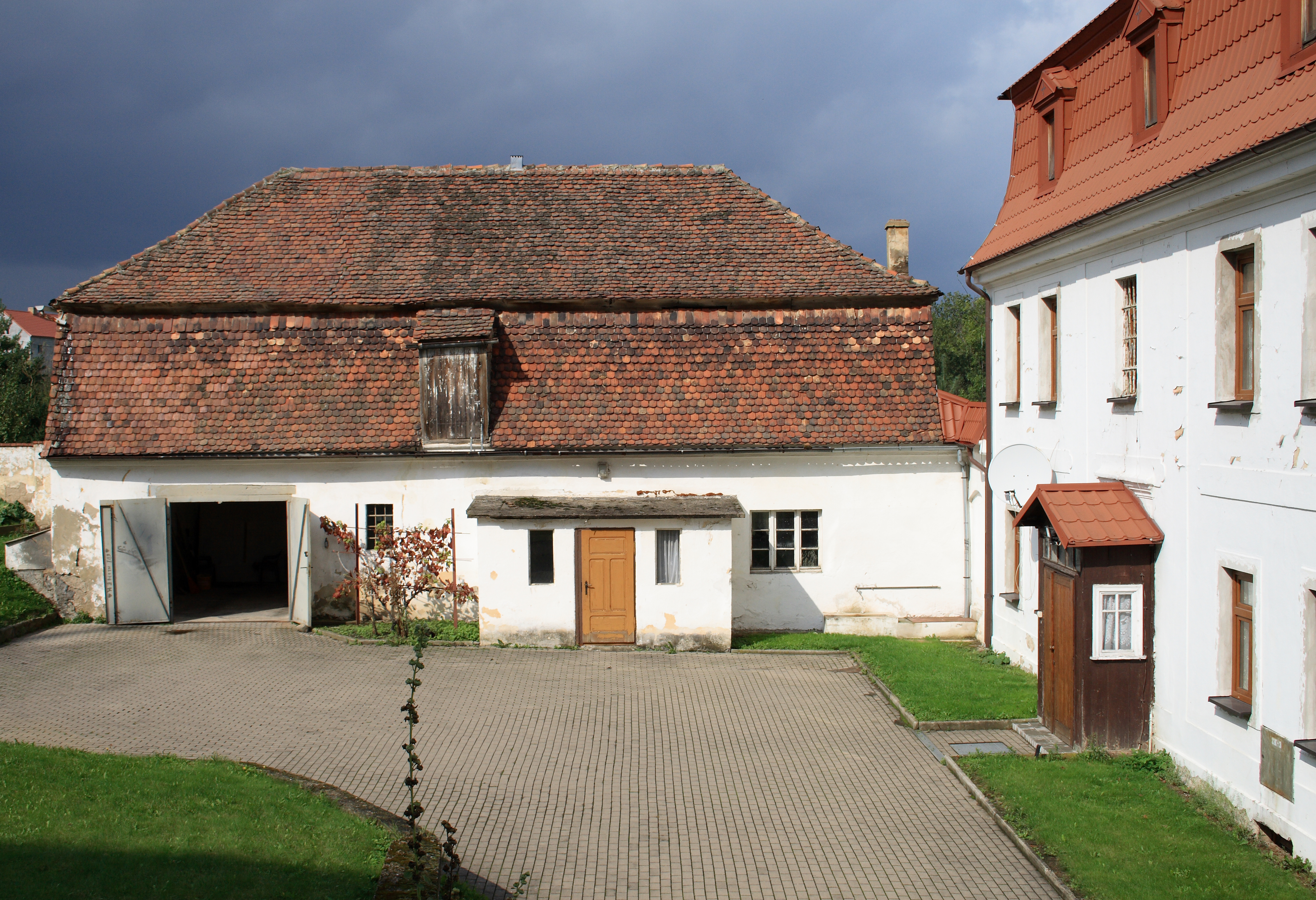
Barokní stavba
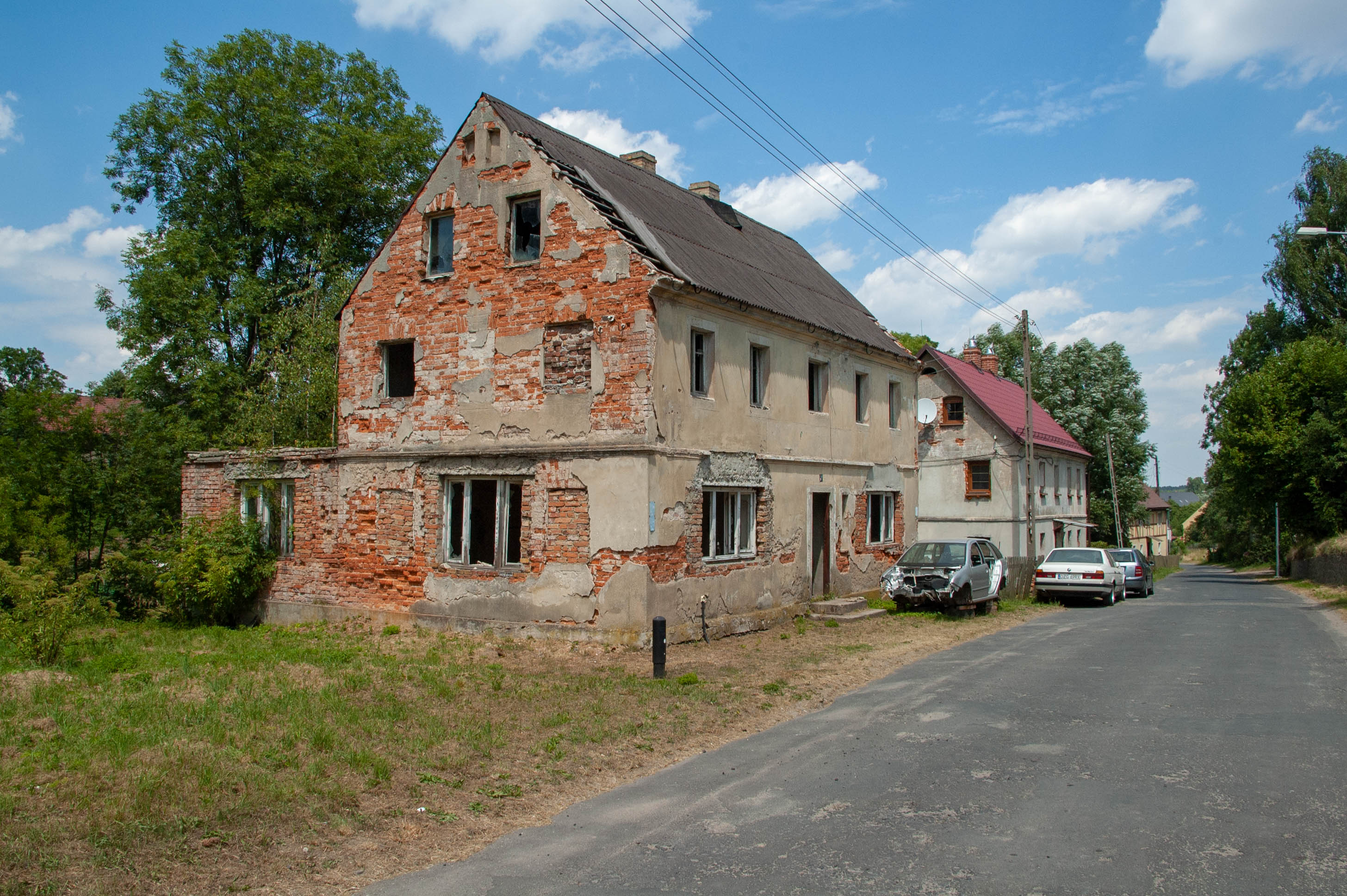
Domy u silnice
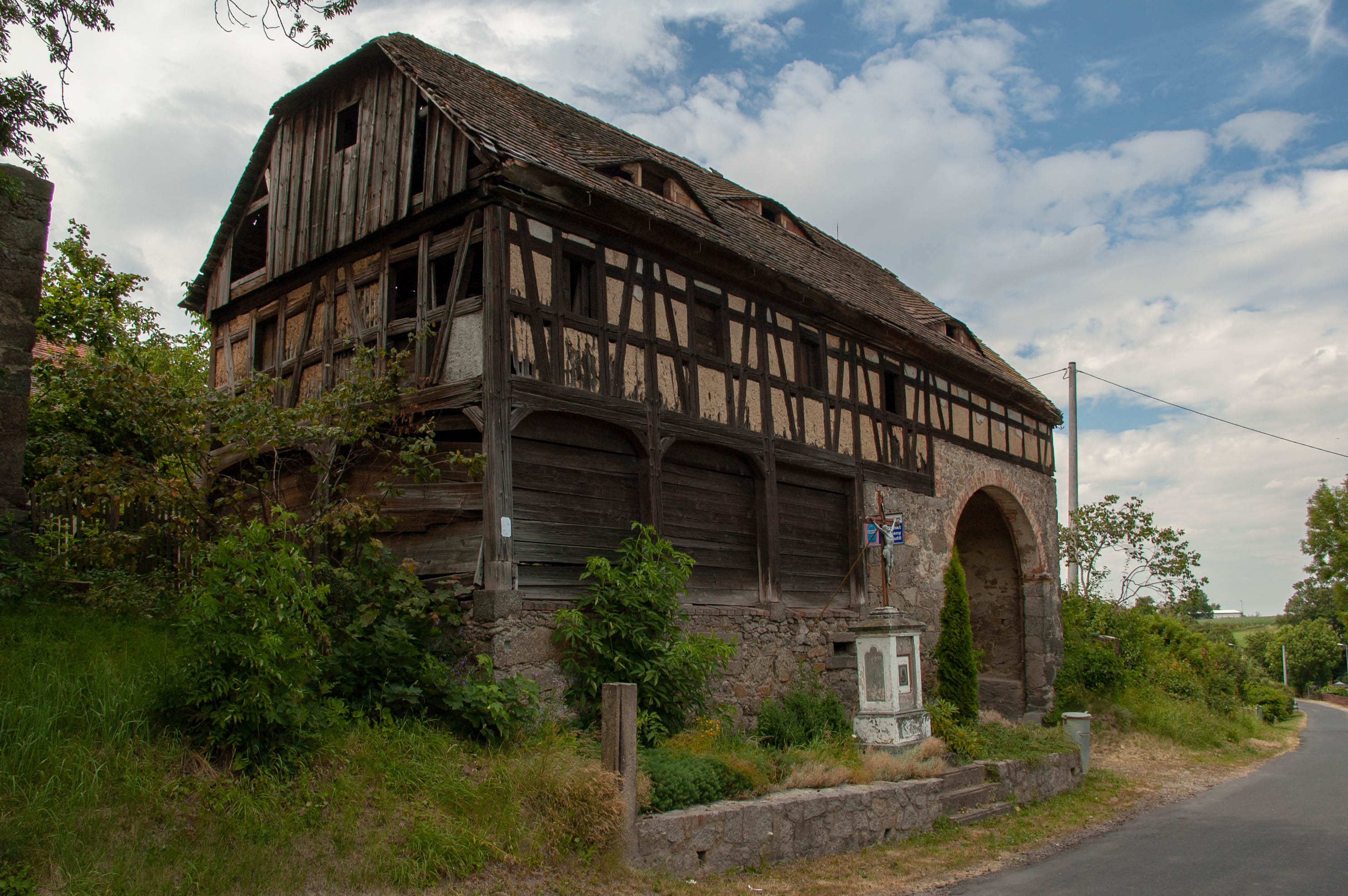
Podstávková dřevostavba
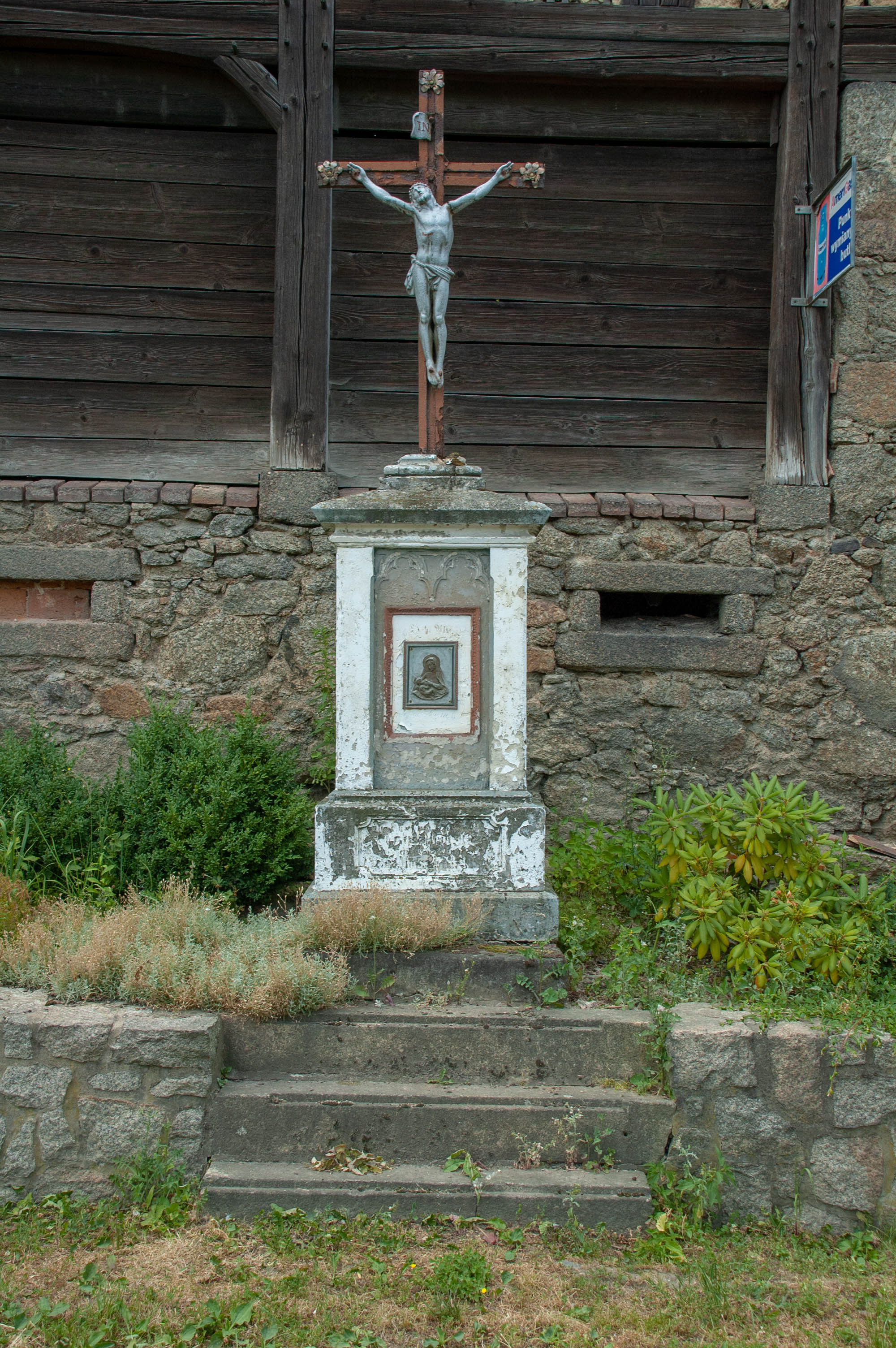
Kříž u cesty
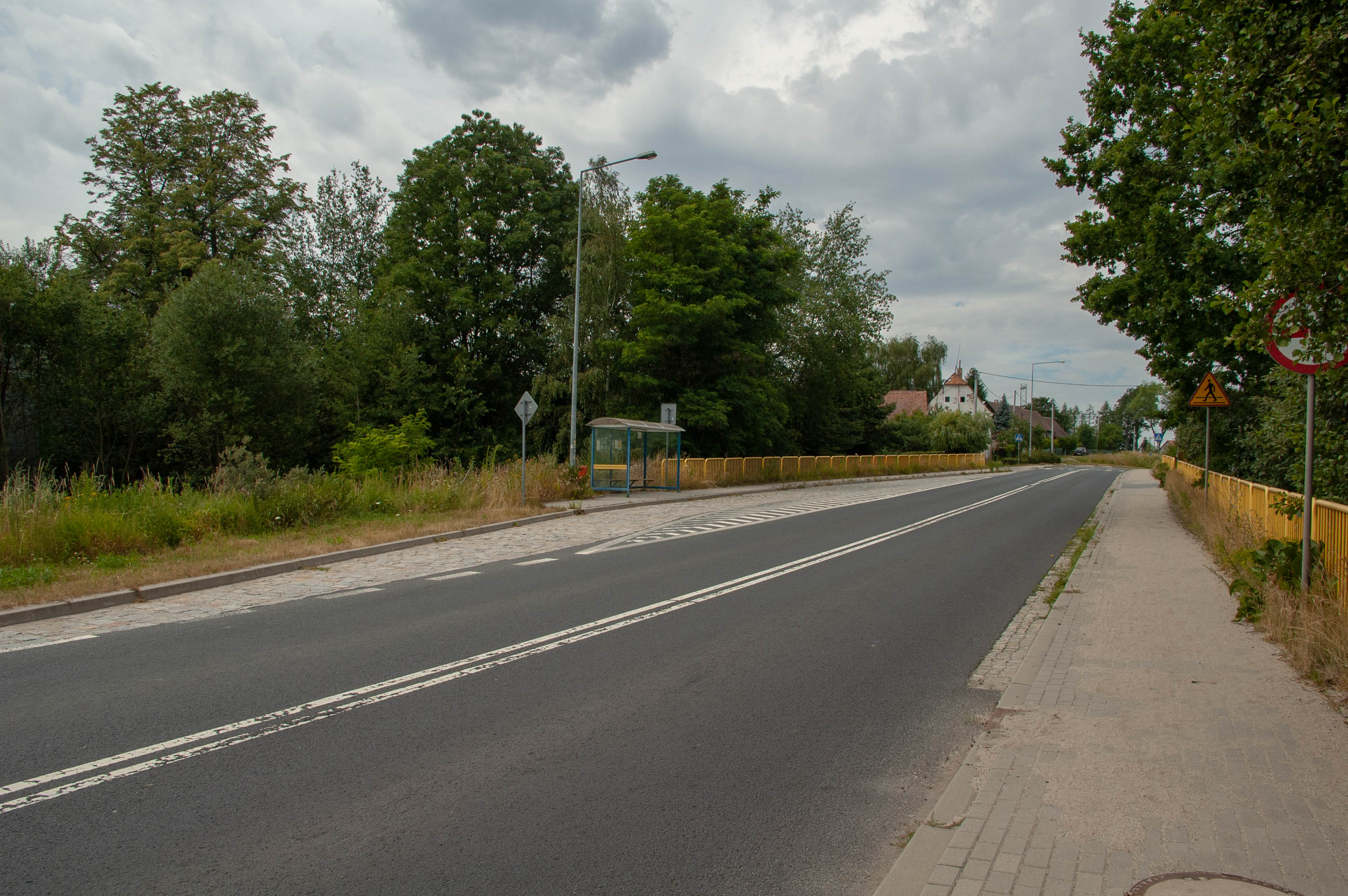
Autobusová zastávka